# 龙壁山
龙壁山是柳州八景之龙壁回澜观赏地，位于河东大桥北1000处长塘乡鹧鸪江村，其东南有悬崖直插江底，柳江在此与绝壁相撞，折身往东流去，柳宗元《山水记》说：“龙壁其下乡秀石，可砚。”亲自采石制成砚送给刘禹锡，这就是著名柳砚的由来。
根据清朝乾隆时期《马平县志》记载。柳州古代八景分别是南潭鱼跃、天马腾空、笔峰耸翠、鹅山飞瀑、罗池夜月、东台返照、驾鹤晴岚、龙壁回澜。明崇祯七年（公元1637年）著名旅行家徐霞客曾在柳州寻访“罗池夜月”，说明柳州八景得名应不晚于明代中期。